# Université Santa Maria
L'université Santa Maria (en espagnol : Universidad Santa María ou USM) est un établissement privé d'enseignement supérieur situé à Caracas au Venezuela.

## Historique
L'université fut créée le 13 octobre 1953 par Lucy Rodríguez de Fuenmayor dans le quartier El Paraíso au sud-ouest de Caracas, puis en 1983 le campus principal et actuel de l'établissement a été construit dans le quartier La Florencia, à l'est de la ville, avec beaucoup d'espaces verts pour le délassement des étudiants. Au fil des années d'autres sièges ont été créés : à Puerto La Cruz (1995), Puerto Ayacucho (1999) et Barinas (2004).
Cette université accueille la plus grande école de journalisme du Venezuela et d'Amérique latine[réf. souhaitée].

## Personnalités liées à l'université
- Desiree Ortiz, journaliste et mannequin vénézuélien.